# 東町 (さいたま市大宮区)
東町（あずまちょう）は、埼玉県さいたま市大宮区の町名。現行行政地名は東町一丁目及び東町二丁目。住居表示未実施地区。郵便番号は330-0841。氷川参道東部一帯に位置する。

## 地理
埼玉県さいたま市大宮区中央部の大宮台地上に位置する。地区の東側で堀の内町や天沼町、南側で浅間町、西側で仲町や大門町、北側で高鼻町と隣接する。また、地区の南西側では対角線上に下町が位置している。通称駅前中央通りを挟み、南側が一丁目北側が二丁目となっている。大宮駅が徒歩圏内にあり、全域が市街化区域で主に住宅地となっている。

## 歴史

闇市の名残の氷川神社参道
（昭和30年代）

- 1945年（昭和20年）頃 - 大宮駅前の闇市が駅前中央通りと旧国道16号の間の氷川神社参道内に1年間限定で移転する[5]。しかし実際は40年以上も居住者が当地に留まり続けた（詳細は氷川神社#参道を参照）。
- 1955年（昭和30年）10月5日 - 区画整理事業により大字大宮、高鼻の各一部から大宮市東町一丁目及び二丁目が成立[6][7]。
- 1985年（昭和60年）- 氷川地区参道整備事業に着手、 町域西端にある氷川参道内の住居やバラック店舗の立ち退きが行なわれ、跡地に緑地が整備される[5][8]。
- 1989年（平成元年）7月 - 氷川参道の緑地が改修され、氷川参道平成ひろばが整備される[5][9][8]。
- 2001年（平成13年）5月1日 - 浦和市、大宮市、与野市の新設合併によりさいたま市が発足、さいたま市の町名となる。
- 2003年（平成15年）4月1日 - 政令指定都市に移行し、さいたま市大宮区の町名となる。

## 世帯数と人口
2017年（平成29年）9月1日現在の世帯数と人口は以下の通りである。
| 丁目       | 世帯数    | 人口    |
| ---------- | --------- | ------- |
| 東町一丁目 | 745世帯   | 1,526人 |
| 東町二丁目 | 803世帯   | 1,532人 |
| 計         | 1,548世帯 | 3,058人 |

## 小・中学校の学区
市立小・中学校に通う場合、学区（校区）は以下の通りとなる。
| 丁目       | 番地 | 小学校                 | 中学校                   |
| ---------- | ---- | ---------------------- | ------------------------ |
| 東町一丁目 | 全域 | さいたま市立大宮小学校 | さいたま市立大宮東中学校 |
| 東町二丁目 | 全域 | さいたま市立大宮小学校 | さいたま市立大宮東中学校 |

## 交通
地区内に鉄道は敷設されていない。徒歩圏内には大宮駅がある。

### 道路
- 埼玉県道2号さいたま春日部線
- 埼玉県道35号川口上尾線（産業道路）
- 埼玉県道214号新方須賀さいたま線（中央通り）
- 氷川参道

## 施設
以前は「大宮労働基準監督署」が東町1-170に立地していた。
- 大宮警察署参道交番
- 創価学会大宮会館
- ラフォーレ清水園 - 1870年創業
- 東京電力パワーグリッドあずま変電所
- ゆりかご保育園
- 天満神社
- 妙法寺
- 天満神社
- 平成ひろば - 氷川参道に立地